# 13の月の暦
13の月の暦（じゅうさんのつきのこよみ）は、1か月を28日で固定し1年を13か月(364日)とする暦。曜日を取り除いた余日を1日(閏年には閏日としてさらに1日（計2日）)付加し、日付と曜日を固定したまま1暦年を365日または366日とする提案が一般的である。暦法によっては平年364日、閏年371日として7の倍数を固守するものもある。13か月の暦法は歴史上何度も改暦案として提案されている。
太陰太陽暦では、およそ19年に7回の周期（メトン周期）で閏月が付加されることにより1年が13か月となるが、日本の旧暦をはじめそれらのほぼ全てで「13の月」ではなく「うるう6月」のように直前の月の重複とされるので、本項ではそれらは対象とせず、太陽暦において月の数を13とするものを示した。なおエチオピア暦にも13月が存在するが、5日間(閏年は6日)しか存在しないこと(実質的には追加日、コプト暦では、追加日とされている。)などから、ここでは割愛する。

## 実証暦
実証暦は、1849年にフランスの哲学者オーギュスト・コントによって提案された暦法。余日と閏日を除くすべての月と日に、歴史に強い影響を与えた人物の名がつけられている。月の名前は1月から順にモーセ、ホメロス、アリストテレス、アルキメデス、カエサル、聖パウロ、カール大帝、ダンテ、グーテンベルク、シェイクスピア、デカルト、フリードリヒ、ビシャーである。余日は「死者を祭る日」、閏日は「聖なる女性を祭る日」として年末に付加される。

## 国際固定暦
国際固定暦は、1930年代に提唱された暦法。アメリカ合衆国のニューヨークおよびイギリスのロンドンにおいて、イーストマン・コダック社の創業者ジョージ・イーストマンにより国際固定暦連盟（The International Fixed Calendar League）が結成され、その団体により提唱された。6月と7月の間に「新しい月」ソル（Sol）またはミディ（Midi）を置く。余日は年末に、閏日は6月と「新しい月」の間に置かれる。曜日が固定されており、各月の1日は常に日曜日であり、28日は常に土曜日である。余日および閏日には曜日が置かれない。国際固定暦連盟は全世界的な暦法改革をめざし、国際社会において世界暦を提唱する世界暦協会と対立していたが、現在に至るまでどちらも国際社会に採用されていない。

## パックス暦
パックス暦は、1930年にジェームズ・A・コリガンにより提案された暦法。11月と12月の間に「新しい月」コロンブス（Columbus）を置く。余日を置かず、平年を364日とし、閏年には丸ごと1週間を増やして371日とすることによって7日周期を固守する。この1週間はパックス（Pax）と呼ばれてコロンブスの後に置かれる。やはり曜日が固定されており、各月の1日は常に日曜日であり、28日は常に土曜日である。閏年の置き方も独特で、西暦紀元を100で割った余りが6で割り切れる年のうち400の倍数でない年と、西暦紀元を100で割った余りが99となる年である。

## ドリームスペル暦
ドリームスペル暦（英：Dreamspell、ハーモニック・インデックス）は、ニューエイジ思想家・オカルティストのホゼ・アグエイアスが、人類を高次元に進化させる暦として考案した。マヤ文明の叡智を取り入れているとされる。マヤ暦と信じる人も多いが、異なる暦である。アグエイアスが自然なリズムと考える28日×13か月に、閏日が1日追加される。暦の構成単位であるキン（Kin）には、1から13までの数字に対応する「銀河の音（Galactic Tone）」と20種類のマークからなる「太陽の紋章（Solar Seal）」の組み合わせが与えられ、13×20=260の周期となり、28日×13か月+1と複合的に用いられる。アグエイアスの支持者はドリームスペル暦の自分の誕生日から、銀河の音と太陽の紋章を組み合わせた「銀河の署名」という異名を名乗り、それによって世界に霊的に貢献していると考える。1992年にドリームスペル暦を学ぶ教材としてボードゲームがリリースされている。一部の人々はこの暦を占いに使っているが、アグエイアスは否定的見解を示している。

## 参考
- 太陽暦
- 暦法
- 改暦
- 世界暦